# Terrence Ross
Terrence James Elijah Ross (Portland, Oregón, 2 de febrero de 1991) es un exjugador de baloncesto estadounidense que disputó 11 temporadas en la NBA. Con 2,01 metros de estatura, jugaba en la posición de escolta. 
Jugó al baloncesto universitario para los Washington Huskies, donde fue seleccionado mejor quinteto de la Pac-12 antes de ser seleccionado por Toronto en la octava posición del Draft de la NBA de 2012. En su año de novato, fue campeón del Concurso de Mates de la NBA de 2013 en el Toyota Center en Houston, Texas. Es el primer y único jugador en anotar 50 o más puntos en un partido con un promedio de menos de 10 puntos por partido. En 2017 se une a los Orlando Magic y en 2023 a Phoenix Suns para posteriormente retirarse.

## Trayectoria deportiva

### Instituto
Ross jugó en el instituto "Jefferson High School" en Portland, Oregon, su primer y segundo año como freshman y sophomore, respectivamente. En su segundo año como "sophomore", Ross ganó el premio jugador del año de la 5A de Oregon, después de liderar al instituto Jefferson al primero de tres campeonatos estatales consecutivos. Pasó su tercera temporada como "júnior" en el instituto "Montrose Christian School" en Rockville, Maryland. Ross regresó al instituto Jefferson para su última temporada como "sénior", pero no jugó baloncesto debido a una regla de transferencia.

### Universidad
Jugó durante dos temporadas con los Huskies de la Universidad de Washington, en las que promedió 12,3 puntos, 4,6 rebotes y 1,2 asistencias por partido. En 2012 fue elegido en el mejor quinteto de la Pacific-12 Conference. Al término de la temporada se declaró elegible para el Draft de la NBA, renunciando a dos años más como universitario.

#### Estadísticas
| Año     | Equipo     | PJ | PT | MPP  | %TC  | %3P  | %TL  | RPP | APP | ROB | TPP | PPP  |
| ------- | ---------- | -- | -- | ---- | ---- | ---- | ---- | --- | --- | --- | --- | ---- |
| 2010–11 | Washington | 34 | 4  | 17.4 | .443 | .352 | .758 | 2.8 | 1.0 | .6  | .4  | 8.0  |
| 2011–12 | Washington | 35 | 35 | 31.1 | .457 | .371 | .766 | 6.4 | 1.4 | 1.3 | .9  | 16.4 |
| Total   | Total      | 69 | 39 | 24.4 | .453 | .364 | .764 | 4.7 | 1.2 | .9  | .7  | 12.3 |

### Profesional

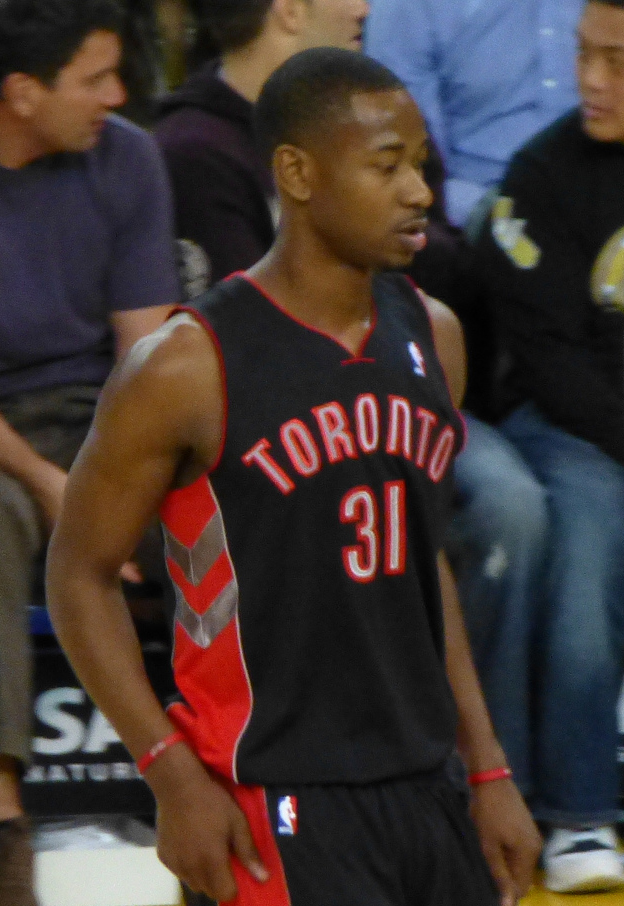
Ross con los Raptors en 2013.

#### Toronto Raptors (2012-2017)
Fue elegido en la octava posición del Draft de la NBA de 2012 por los Toronto Raptors, con los que debutó el 31 de octubre, disputando seis minutos ante Indiana Pacers. El 2 de enero de 2013, Ross anotó un récord personal de 26 puntos, que incluyeron seis triples, en una victoria por 102-79 ante los Portland Trail Blazers.
El 16 de febrero de 2013, en el All-Star Weekend de la NBA de 2013 ganó el Concurso de Mates de la NBA, imponiéndose a Kenneth Faried (Nuggets), Eric Bledsoe (Clippers), Jeremy Evans (Jazz), James White (Knicks) y Gerald Green (Pacers). Ross obtuvo una puntuación de 50 en el primer mate, y una puntuación de 49 en el segundo. En la final se impuso a Evans con un 58% de los votos de los espectadores.
En su segunda temporada, el 28 de diciembre de 2013, Ross anotó siete triples, anotando un total de 23 puntos, en una victoria por 115-100 contra los New York Knicks. El 25 de enero de 2014, Ross anotó un récord personal de 10 triples junto con otra marca personal de 51 puntos contra Los Angeles Clippers y empató el récord de la franquicia de los Toronto Raptors de más puntos en un partido con Vince Carter. En ese momento, Ross estaba promediando 9,3 puntos por partido, convirtiéndose en el primer jugador de la NBA en anotar 50 o más puntos en un partido con un promedio de menos de 10 puntos por partido.

#### Orlando Magic (2017-2023)
Tras cinco años en Toronto, el 14 de febrero de 2017 es traspasado a Orlando Magic junto a una ronda de draft de 2018, a cambio de Serge Ibaka. Hizo su debut con los Magic el 23 de febrero de 2017, registrando 13 puntos en cuatro de 17 tiros de campo, que incluyeron dos de ocho desde la línea de tres puntos, en una derrota por 112-103 ante los Portland Trail Blazers. Dos días después, anotó 24 puntos, máximo anotador del partido, en la victoria por 105–86 sobre los Atlanta Hawks. El 8 de abril de 2017 anotó 29 puntos, el máximo de la temporada, en la derrota por 127-112 ante los Indiana Pacers.
El 22 de noviembre de 2017 anotó 22 puntos, el máximo de la temporada, en la derrota por 124-118 ante los Minnesota Timberwolves. El 30 de noviembre de 2017 fue descartado indefinidamente tras ser diagnosticado con un esguince del ligamento colateral medial derecho (MCL) y una fractura no desplazada de la meseta tibial derecha. Sufrió la lesión la noche anterior contra Oklahoma City Thunder. Ross regresó a la acción el 8 de abril de 2018, después de perderse más de cuatro meses. Anotó tres puntos en 10 minutos en la derrota de los Magic por 112-101 ante los Raptors.
El 7 de febrero de 2019 anotó 32 puntos y convirtió seis triples en la victoria por 122-112 sobre los Timberwolves. El 22 de marzo anotó 31 puntos, máximo anotador del partido, e hizo ocho triples, el máximo de la temporada, en la victoria en la prórroga por 123-119 sobre los Memphis Grizzlies. El 6 de julio de 2019 renueva con los Magic.
Durante su cuarta temporada en Orlando, el 4 de marzo de 2020 ante Miami Heat, anota 35 puntos (incluyendo 8 triples), ambas marcas récords personales de esa temporada, pero no llegó a registrar ni una sola asistencia, rebote, tapón o robo.

#### Phoenix Suns y retirada (2023)
Durante su sexta temporada en Orlando, el 11 de febrero de 2023 acuerda un rescisión de su contrato y firma por Phoenix Suns hasta final de temporada. Tras no encontrar equipo para la siguiente temporada, el 1 de diciembre de 2023 anuncia su retirada como jugador, a los 32 años, y tras 11 temporadas como profesional.

## Estadísticas de su carrera en la NBA

### Temporada regular
| Año     | Equipo  | PJ  | PT  | MPP  | %TC  | %3P  | %TL  | RPP | APP | ROB | TPP | PPP  |
| ------- | ------- | --- | --- | ---- | ---- | ---- | ---- | --- | --- | --- | --- | ---- |
| 2012-13 | Toronto | 73  | 2   | 17.0 | .407 | .332 | .714 | 2.0 | .7  | .6  | .2  | 6.4  |
| 2013-14 | Toronto | 81  | 62  | 26.7 | .423 | .395 | .837 | 3.1 | 1.0 | .8  | .3  | 10.9 |
| 2014-15 | Toronto | 82  | 61  | 25.5 | .410 | .372 | .786 | 2.8 | 1.0 | .6  | .3  | 9.8  |
| 2015-16 | Toronto | 73  | 7   | 23.9 | .431 | .386 | .790 | 2.5 | .8  | .7  | .3  | 9.9  |
| 2016-17 | Toronto | 54  | 0   | 22.4 | .441 | .375 | .820 | 2.6 | .8  | 1.0 | .4  | 10.4 |
| 2016-17 | Orlando | 24  | 24  | 31.2 | .431 | .341 | .852 | 2.8 | 1.8 | 1.4 | .5  | 12.5 |
| 2017-18 | Orlando | 24  | 20  | 25.0 | .398 | .323 | .750 | 3.0 | 1.6 | 1.1 | .5  | 8.7  |
| 2018-19 | Orlando | 81  | 0   | 26.5 | .428 | .383 | .875 | 3.5 | 1.7 | .9  | .4  | 15.1 |
| 2019-20 | Orlando | 69  | 0   | 27.4 | .403 | .351 | .853 | 3.2 | 1.2 | 1.1 | .3  | 14.7 |
| 2020-21 | Orlando | 46  | 2   | 29.3 | .412 | .337 | .870 | 3.4 | 2.3 | 1.0 | .5  | 15.6 |
| 2021-22 | Orlando | 63  | 0   | 23.0 | .397 | .292 | .862 | 2.6 | 1.8 | .4  | .2  | 10.0 |
| 2022-23 | Orlando | 42  | 9   | 22.5 | .431 | .381 | .750 | 2.0 | 1.3 | .6  | .2  | 8.0  |
| 2022-23 | Phoenix | 21  | 0   | 18.4 | .428 | .347 | .857 | 3.3 | 2.0 | .5  | .1  | 9.0  |
| Total   | Total   | 733 | 187 | 24.5 | .418 | .362 | .837 | 2.8 | 1.3 | .8  | .3  | 11.0 |

### Playoffs
| Año   | Equipo  | PJ | PT | MPP  | %TC  | %3P  | %TL  | RPP | APP | ROB | TPP | PPP  |
| ----- | ------- | -- | -- | ---- | ---- | ---- | ---- | --- | --- | --- | --- | ---- |
| 2014  | Toronto | 7  | 7  | 22.6 | .298 | .167 | .600 | 2.0 | .3  | .9  | .4  | 5.0  |
| 2015  | Toronto | 4  | 4  | 26.8 | .379 | .333 | .000 | 1.5 | 1.0 | .8  | 1.0 | 7.0  |
| 2016  | Toronto | 20 | 0  | 16.8 | .387 | .328 | .650 | 1.6 | .6  | .7  | .3  | 6.3  |
| 2019  | Orlando | 5  | 0  | 29.2 | .370 | .343 | .824 | 3.6 | 1.4 | 1.2 | .4  | 13.2 |
| 2020  | Orlando | 5  | 0  | 27.0 | .469 | .333 | .857 | 4.4 | 1.0 | .8  | .2  | 16.4 |
| 2023  | Phoenix | 6  | 0  | 11.5 | .296 | .273 | —    | 1.3 | .2  | .2  | .3  | 3.7  |
| Total | Total   | 47 | 11 | 20.2 | .379 | .306 | .750 | 2.1 | .6  | .7  | .4  | 7.6  |